# Club de Fútbol Atlético Escalerillas
El Atlético Escalerillas es un club de fútbol español, de la ciudad de Zaragoza. Fue fundado en 1973 y compite actualmente en la Regional Preferente de Aragón (Grupo II).

## Historia
El Atlético Escalerillas nació en el año 1973 fundado por un grupo de futbolistas aficionados del distrito Oliver-Valdefierro de Zaragoza que inicialmente participaban en torneos locales no federados bajo el nombre de Club de Fútbol Aneto. 
El primer equipo federado, presidido por Manolo Baeta, jugó su primera temporada cambiando el nombre por el de Atlético Escalerillas. Al no tener campo propio jugaba sus partidos como local en el campo de fútbol Andrés Vicente.
Durante unos años se convertiría en una agrupación deportiva con equipos de baloncesto, voleibol y pesca, entre otros. Pero finalmente la asociación deportiva fue desapareciendo hasta que se convirtió en un club exclusivamente dedicado al fútbol.

## Divisiones y categorías
El Atlético Escalerillas tiene equipos desde prebenjamines (5-8 años) hasta regional (19 años en adelante). Durante la temporada 2011-2012, que ha sido la más relevante deportivamente, ha conseguido tres ascensos de categoría: El Regional Preferente ascendió a Tercera división, el Juvenil Preferente ascendió a la Liga Nacional Juvenil y además el equipo de Fútbol 7 sénior fue campeón de liga y ascendió a Primera. Por primera vez en la historia el club tiene un equipo en categoría nacional Tercera División de España. 

## Instalaciones deportivas
El primer campo propio del club se hizo en los terrenos anexos a la Acequia Madre cedidos por la Caja de Ahorros de Zaragoza, Aragón y Rioja. El actual campo, el Campo Municipal de Fútbol Parque Oliver, se encuentra en el Parque del Oeste de Zaragoza, también conocido el Parque del Oliver. Las instalaciones del Atlético Escalerillas cuentan con dos campos de fútbol de césped artificial, uno de fútbol 11 y otro de fútbol 7.

## Curiosidades
El año 1997 Jesús Gil, presidente del Atlético de Madrid, hizo conocido a nivel nacional al Atlético Escalerillas con la frase "el Barça jugó peor que el Escalerillas en Madrid".

## Datos del club
- Temporadas en Tercera División / Tercera Federación: 4.
- Mejor puesto en liga: 11.º (temporada 2015-16).
- Peor puesto en liga: 19.º (temporada 2013-14).

## Palmarés

### Campeonatos regionales
- Campeón de la Primera Regional de Aragón (1): 2020-21 (Grupo I-III).
- Subcampeón de la Regional Preferente de Aragón (2): 2011-12 (Grupo I), 2014-15 (Grupo I).